# Q. David Bowers
Q. David Bowers, né le 21 octobre 1938, est un numismate, auteur et chroniqueur américain. Depuis 1952, les contributions de Bowers à la numismatique se sont poursuivies sans interruption jusqu'à aujourd'hui. Il a participé à la vente de pièces rares depuis 1953, alors qu'il était adolescent.

## Jeunesse
Bowers est né à Honesdale, en Pennsylvanie, en 1938. Son grand-père maternel, Chester L. Garratt, avocat de profession, était un amateur et un chercheur dans de nombreux domaines. Garratt lui a donné sa première pièce rare, un demi-dollar colombien de 1893.
En 1948, sa famille déménage à Forty Fort, en Pennsylvanie (à environ une heure de Honesdale). À l'âge de treize ans, au lycée, Bowers s'intéressait aux reptiles, au scoutisme, à la radio à ondes courtes, aux modèles d'avions de la Seconde Guerre mondiale en kit Strombecker, ainsi qu'aux roches et aux minéraux.
Il a obtenu son diplôme de l'université d'État de Pennsylvanie en 1960 et a reçu le prix d'excellence des anciens élèves de cette institution lors d'une cérémonie en 1976.

## Intérêt pour la numismatique
Robert L. Rusbar, un collecteur d'impôts local, a présenté un petit album de pièces de 1 cent Lincoln, a indiqué l'une des premières et a montré qu'il avait payé dix dollars pour cette pièce particulière. Il a soigneusement expliqué qu'il s'agissait d'un cent Lincoln fabriqué la première année d'émission, en 1909, avec les initiales du dessinateur, Victor David Brenner, V.D.B., au revers. Bowers découvrit bientôt que la raison de cette valeur élevée était que sous la date, il y avait un petit « S » signifiant qu'elle avait été fabriquée à San Francisco. Cette marque d'atelier a fait grimper la valeur de quelques centimes jusqu'aux dix dollars qu'il avait payés. Bowers a découvert que 484 000 exemplaires avaient été frappés et a eu l'idée d'en trouver un lui-même. Inspiré par l'idée de gagner de l'argent en vendant des pièces, plutôt qu'en coupant l'herbe, Bowers échangea un billet de 10 dollars contre 1 000 centimes de Lincoln mélangés. L'objectif de Bowers était de trouver les pièces VDB 1909-S, 1914-D et 1931-S.
Après avoir trouvé des cents de Lincoln  en circulation, Bowers s'est tourné vers d'autres séries, dont les Mercury dime (en) et les Standing Liberty quarters. Cherchant à en savoir plus, Bowers découvre le Numismatic Scrapbook Magazine, un mensuel publié par les frères Lee et Cliff Hewitt dans l'Illinois. Les douzaines de pages étaient remplies d'histoires et de récits sur les pièces et la collection de pièces, mais les publicités proposant des objets à vendre ont été un catalyseur pour stimuler l'affinité de Bowers pour les pièces. La première pièce de monnaie que Bowers ait jamais commandée par courrier était un cent indien, une belle épreuve de 1859 au prix de onze dollars de la Copley Coin Company dirigée par Maurice Gould et Frank Washburn à Boston. Son enthousiasme pour le Numismatist Scrapbook Magazine s'est également traduit par une accumulation d'anciens exemplaires datant de 1935, et un dossier de plusieurs décennies de The Numismatist. Un agent d'assurance local, George P. Williams, prendra Bowers sous son aile. Ensemble, ils assistent aux réunions du Wilkes-Barre Coin Club qui se tiennent au YMCA.
Bowers devient un marchand de pièces en 1953, alors qu'il n'a pas encore quinze ans. Il avait commencé à collectionner des pièces de monnaie quelques mois plus tôt, et il s'est rendu compte qu'il avait une aptitude à les acheter et à les vendre avantageusement. Bowers commençait à faire paraître des annonces dans la section des petites annonces du journal local à la recherche de pièces de monnaie. Son capital prospère à mesure que sa concession grandit. Il achetait des pièces de monnaie au public et à d'autres collectionneurs de la région, puis les vendait au club de pièces de monnaie et aux collectionneurs qu'il y rencontrait. Au cours des premières années, devenir revendeur a connu des difficultés, car il n'existait pas de guides à utiliser comme référence. L'un des risques était l'authenticité d'une pièce de monnaie, tandis qu'un autre point de tension était la condition. Comme il n'y avait pas de normes publiées, ce qu'une personne appelait Gem Uncirculated pouvait être ce qu'une autre pouvait appeler About Uncirculated.
Dès sa dernière année de lycée, son entreprise était florissante et le commerce des pièces était devenu la principale activité extrascolaire du jeune entrepreneur. Sur le plan scolaire, il excellait également. Il a été finaliste du premier concours national de bourses de mérite en 1956, et il a remporté d'autres distinctions académiques à la Penn State University, où il a obtenu son diplôme avec mention en 1960.
En 1958, alors qu'il était encore à l'université, Bowers s'est associé à James F. Ruddy, le premier de plusieurs partenaires à figurer dans sa carrière, pour former l'Empire Coin Co. à Johnson City, dans l'État de New York. La société a connu le plus fort du boom de la vente par correspondance au début des années 1960 et est devenue l'un des principaux distributeurs de pièces de monnaie du pays. En 1965, Paramount International Coin Corp. a acquis Empire. Bowers a quitté le secteur des pièces de monnaie pour s'adonner à l'une de ses autres grandes passions : les instruments de musique automatiques.